# 12月12日 (旧暦)
旧暦12月12日（きゅうれきじゅうにがつじゅうににち）は、旧暦12月の12日目である。六曜は大安である。

## できごと
- 嘉靖34年（ユリウス暦1556年1月23日） - 華県地震。明の陝西省で地震、死者数は歴史上最大の83万。
- 慶長14年（グレゴリオ暦1610年1月6日） - 岡本大八事件: 有馬晴信が、長崎に入港していたポルトガル船マードレ・デ・デウス号を焼打ち。前年マカオで朱印船が焼かれたことへの報復
- 文久2年（グレゴリオ暦1863年1月31日） - 英国公使館焼き討ち事件。高杉晋作らが、品川に建設中のイギリス公使館を焼打ち

## 誕生日
- 文永8年（ユリウス暦1272年1月14日） - 北条貞時、第9代執権（+ 1311年）
- 延文3年/正平13年（ユリウス暦1359年1月11日） - 後円融天皇、北朝5代天皇（+ 1393年）
- 天保5年（グレゴリオ暦1835年1月10日） - 福沢諭吉、思想家・慶應義塾創設（+ 1901年）

## 忌日
- 長徳4年（ユリウス暦999年1月2日） - 藤原実方、歌人（* 生年不詳）